# Wings (Little Mix)
Wings è il primo singolo del gruppo inglese Little Mix, tratto dal loro album di debutto DNA. Il singolo è stato mandato in onda per la prima volta su BBC Radio 1 il 2 luglio 2012. La canzone, che originariamente doveva essere commercializzata il 19 agosto 2012, è stata pubblicata ufficialmente il 26 agosto 2012. Il gruppo femminile ha venduto un milione di copie negli Stati Uniti d'America (copie pure + streaming).
Esiste una versione giapponese e coreana del brano. Il video conta 187 milioni di visualizzazioni.

## Video musicale
Il video lyric della canzone è stato pubblicato sulla pagina ufficiale Vevo della band il 1º luglio 2012, mentre il video musicale vero e proprio è stato pubblicato il 25 luglio.
Il 27 settembre 2014 il video ha raggiunto le 100 milioni visualizzazioni ottenendo così il vevo certified. Il video conta più di 170 milioni di visualizzazioni.

## Tracce
Testi e musiche di Little Mix, Ben Kohn, Peter Kelleher, Tom Barbes, Christofer Dotson, Erika Nuri, Heidi Rojas, Iain James, Kyle Coleman, Michelle Lewis, Mischke Butler. 
Digital EP
1. Wings – 3:39
2. Wings (The Alias Club Remix) – 5:02
3. Wings (Sunship Extended Mix) – 4:57
4. Wings (Instrumental) – 3:39

Download digitale e streaming
1. Wings (Korean Version) – 3:40
2. Wings (Japanese Version) – 3:41

## Classifiche
| Classifica (2012-2013) | Posizione massima |
| ---------------------- | ----------------- |
| Australia              | 3                 |
| Canada                 | 69                |
| Francia                | 165               |
| Giappone               | 7                 |
| Irlanda                | 1                 |
| Nuova Zelanda          | 15                |
| Regno Unito            | 1                 |
| Stati Uniti            | 79                |

## Distribuzione
| Paese         | Data           | Formato                       | Etichetta            |
| ------------- | -------------- | ----------------------------- | -------------------- |
| Irlanda       | 24 agosto 2012 | Download digitale, CD singolo | Syco                 |
| Regno Unito   | 26 agosto 2012 |                               | Syco                 |
|               | 2 luglio 2012  | Radio                         | Syco                 |
| Australia     | 5 ottobre 2012 | Download digitale             | Sony Music Australia |
| Nuova Zelanda | 5 ottobre 2012 | Download digitale             | Sony Music Australia |